# Églises Réformées Évangéliques
De Églises Réformées Évangéliques (voluit: l'Union nationale des Églises protestantes réformées évangéliques de France, afgekort UNEPREF) is het grootste gereformeerde kerkverband in Frankrijk. De kerk heeft zo'n 3.000 leden verspreid over 50 gemeenten, voornamelijk in de regio Parijs en in het zuidwesten en zuidoosten van Frankrijk.

## Geschiedenis
De Église Réformée Évangélique (ERE) was een van de vier kerkverbanden die in 1938, onder leiding van ds. Marc Boegner, fuseerden tot de Église Réformée de France (ERF). Een kleine groep behoudende gemeenten binnen ERE konden zich niet vinden in de nieuwe geloofsbelijdenis die meer liberale opvattingen toestond. Zij vormden daarop een nieuw kerkverband: de Union nationale des Églises réformées évangéliques indépendantes (EREI of UNEREI), met nadruk op de 'i' voor onafhankelijk. Tijdens de synode van 2009 veranderde het kerkverband haar naam in Union nationale des Églises protestantes réformées évangéliques de France (UNEPREF). Lokale kerken worden echter nog altijd église réformée évangélique genoemd.

## Theologie
UNEPREF houdt vast aan dezelfde belijdenisgeschriften als de oorspronkelijke Église Réformée Évangélique. Dat zijn, naast de Apostolische geloofsbelijdenis en de Geloofsbelijdenis van Nicea, ook de Franse geloofsbelijdenis (van La Rochelle) uit 1559 en de Geloofsbelijdenis van de Franse gereformeerde kerk (versie 1872).

## Organisatie en structuur
Tegenwoordig heeft de kerk ongeveer 3,000 leden die deel uitmaken van zo'n vijftig gemeenten. Veertig daarvan zijn volwaardige gemeenten en tien zijn 'groeikerken' (church plants). Het kerkverband heeft op dit moment 34 dominees.
De kerk wordt bestuurd volgens een synodaal systeem. Alle gemeenten maken deel uit van een van de drie regionale synodes: regio Zuidwest, regio Languedoc-Cévennes, en regio Gardonnenque-Provence. Eens per jaar, in maart, komen afgevaardigden van de drie regionale synodes bij elkaar voor de nationale synode. De generale synode vergadert eens per drie jaar en verkiest dan het dagelijks bestuur van de kerk. Momenteel is ds. Jean-Raymond Stauffacher voorzitter en ds. Gérard Fines secretaris-generaal van de kerk.
Het kerkvarband heeft traditioneel sterke banden met de universiteit Faculté Jean Calvin (voorheen: Faculté Libre de Théologie Réformé) in Aix-en-Provence. In Nederland werkt deze universiteit samen met de TU Kampen.

### Samenwerkingen
In Frankrijk werkt UNEPREF samen met andere kerkverbanden via de volgende organisaties:
- Fédération protestante de France[13] (vereniging van alle protestantse kerken in Frankrijk)
- Conseil national des évangéliques de France[14] (Raad van evangelische kerken in Frankrijk)
- Défap - Service protestant de mission[15] (een protestantse zendingsorganisatie)
- Communion protestante luthéro-réformée[16] (vereniging van Lutherse en gereformeerde kerken in Frankrijk) (samenwerking zonder volwaardig lidmaatschap)

Wereldwijd participeert UNEPREF in:
- World Communion of Reformed Churches[17]
- Communauté d'Églises en mission (Cevaa)[18] (een zendingsorganisatie)

In Nederland onderhoudt UNEPREF zusterrelaties met de Christelijk Gereformeerde Kerken, de Gereformeerde Bond in de PKN, de Gereformeerde Kerken vrijgemaakt en de Nederlands Gereformeerde Kerken.